# ایوان پدروسو
ایوان پدروسو (انگلیسی: Iván Pedroso؛ زادهٔ ۱۷ دسامبر ۱۹۷۲) ورزشکار پرش طول اهل کوبا بود.